# Elvis y yo
Elvis y yo (título original en inglés: Elvis and Me) es un libro autobiográfico de 1985 escrito por Priscilla Ann Beaulieu con la colaboración de Sandra Harmon. En su obra Priscilla cuenta desde su propia óptica, los 14 años de relación con el showman más grande de todos los tiempos; cómo fue que ella y el célebre Elvis Presley se conocieron en Alemania, su romance, el regreso del astro a los Estados Unidos, la relación que ellos consolidaron, los conflictos de la pareja debido a las posibles romances de Elvis con algunas de sus compañeras de reparto en las películas, su posterior compromiso, su casamiento, el nacimiento de su hija Lisa Marie Presley, las causas que llevaron a la pareja a divorciarse y cómo mantuvieron una relación amistosa y madura luego de la separación.
El libro original publicado en 1985 por editorial Berkley en inglés, constaba de 320 páginas mientras que en Argentina, Chile, México y España se editó una versión en español resumida de unas 160 páginas, editado por Javier Vergara Ediciones y publicado por la revista La Semana de Editorial Perfil. 
El libro, que fue dedicado a su hija Lisa Marie, se convirtió en un best seller  logrando años más tarde dos adaptaciones, una como miniserie para televisión en dos emisiones y la otra dentro del séptimo arte en 2023 bajo el título de Priscilla. 

## Introducción
El libro abre con la dedicatoria de la autora a su hija Lisa Marie y a continuación, modo de preparación para el lector, una cita de una frase adaptada bien conocida que Elvis solía decir a menudo a modo introductorio::
“Don’t criticize what you don’t understand, son. You never walked in that man’s shoes” 

("No critiques aquello que no comprendes, hijo. Tu nunca caminaste en los zapatos de ese hombre")

## Contenido
El libro comienza relatando el momento en que Priscilla recibe un llamado de Joe Espósito, uno de los miembros del personal mánager de Elvis, con la noticia de que Elvis había fallecido. Era una noticia que ella no esperaba tener que escuchar aunque sabía que la salud del astro no estaba bien. A pesar de estar divorciados seguían manteniendo una relación amistosa y de diálogo permanente, motivados por la crianza de su hija en común. La noticia fue devastadora para ella y allí comienza a reflexionar sobre lo crucial que había sido Elvis en su vida y a relatar cómo se habían conocido y cómo fue que comenzaron a desarrollar una relación.

### La vida adolescente de Priscilla
En 1956 Priscilla Beualieu vivía con su familia en la base aérea Bergstrom en Austin, Texas. Su padrastro, el capitán Joseph Paul Beaulieu le llevó una noche como regalo el primer álbum del cantante, titulado de forma homónima, "Elvis Presley". Ella escucharía entonces por primera vez la canción Blue Suede Shoes. Si bien a Priscilla le gustaba Elvis, aún no era una fan empedernida como muchas de sus amigas de la escuela donde ella asistía, Del Valley Junior High. Priscilla comenzó a prestarle mayor atención al ídolo mediático cuando lo vio por primera vez en el show de los hermanos Dorsey por televisión, percatándose del atractivo físico del astro.
La vida de Priscilla cambió por completo cuando su padrastro le anunció que lo iban a transferir a Weisbaden, en Alemania Oriental que formaba parte de la zona de ocupación norteamericana .Una amiga suya le hizo saber que Elvis Presley estaba residiendo en esos momentos en Bad Neuheim (debido a que el cantante cumplía allí con el servicio militar). Priscilla se percató de que Weisbaden estaba a pocos kilómetros de Bad Neuheim y fue en ese momento cuando ella se propuso ir hasta allí y conocer a Elvis.

### Encuentro en Alemania
Ya instalada con su familia en Weisbaden, Priscilla solía ir a pasar las tardes a un lugar de reunión para norteamericanos llamada Eagles Club. Estando allí con su hermano menor, conoció a un joven hombre que servía en la fuerza aérea llamado Currie Grant, quien resultó ser un buen amigo de Elvis y le preguntó a Priscilla si a ella le interesaría conocer al cantante cuando lo visitasen él y su esposa. Así fue que semanas más tarde Priscilla visitaría a Elvis por primera vez, quien daba a diario reuniones y fiestas junto a parientes y amigos en la casa en la que habitaba en Bad Neuheim. Allí en una casa repleta de invitados, Currie le presentó a Elvis, el cual al parecer ya estaba sobre aviso de que ella lo visitaría. La noche transcurrió con Elvis interpretando algunos números musicales para los invitados, y charlando con ella acerca de cuestiones de su vida diaria o de música, y ya hacia el final de la velada, cuando ella debía regresar junto a su familia, él le propuso que quizás pudiera regresar en alguna otra ocasión a visitarlo.
El relato cuenta que pocos días después Elvis quiso verla nuevamente, y aunque sus padres tenían dudas accedieron, por lo que Currie la llevó a su casa una vez más. No obstante que la velada fue similar a la anterior, con Elvis tocando el piano y disfrutando de los platos de su abuela junto a amigos, luego le pidió a ella de estar solos en su cuarto y allí le confesó que le gustaba, que muchas muchachas lo habían visitado al igual que ella pero que solo con ella se sentía cómodo. Fue en esos momentos donde se besaron por primera vez. Hubo una tercera visita luego y hacia la cuarta, el capitán Beaulieu puso la condición de que si Elvis deseaba seguir viéndola debía de concurrir él mismo a buscarla. Elvis accedió a este pedido y se presentó formalmente ante los padres de Priscilla junto a su propio padre Vernon Presley, sincerando que sentía por Priscilla un interés romántico.
A partir de allí ellos seguirían viéndose y manteniendo una relación romántica, aunque con límites, ya que Elvis era de la idea de que si la relación entre ellos prosperaba nunca mantendrían un contacto sexual hasta casarse Los días siguieron transcurriendo y Priscilla continuo viendo a Elvis hasta el día de su partida a los Estados Unidos, donde ella lo acompañó en su auto hasta el aeropuerto. Elvis le regaló su traje del ejército y le pidió que le escribiera tantas veces como pudiera y que tratase de mantener una vida normal, que cuando él llegase a los Estados Unidos, solo el tiempo le ayudaría a esclarecer sus ideas acerca de su relación con ella.
La despedida fue en el medio de un gran revuelo de fanáticos y gente de los medios, donde no pasó desapercibida la presencia de la joven Priscilla, motivo por el cual días más tarde en una rueda de prensa que Elvis dio en su propia casa Graceland, se le preguntó acerca de quién era la muchacha a la que había dejado en Alemania.

### Visitas a los Estados Unidos
En 1962 casi dos años después de la partida de Elvis de Alemania, él la llamó con la propuesta de que viajase hasta los Estados Unidos para visitarlo. Priscilla ya tenía entonces 16 años y pese a que sus padres pusieron ciertas cláusulas, accedieron a que ella concretase el viaje. 
Priscilla viajó hacia Los Ángeles para visitar a Elvis en su casa de Bel Air, aunque solo se quedaron allí poco tiempo, ya que la pareja se fue a visitar Las Vegas.Alli Elvis comenzó a mostrase junto a ella en público, en los hoteles con casinos y a llevarla de compras de ropas a tiendas del lugar. Los días transcurrieron hasta que Priscilla debió regresar a Alemania junto a su familia, aunque ese mismo año para diciembre ella realizaría un segundo viaje para pasar con Elvis y su familia las fiestas de Navidad y Año Nuevo.
Luego de esos primeros viajes, con el consentimiento de sus padres, Priscilla pasaría a vivir en los Estados Unidos en compañía de Presley en Graceland, asistiendo a una escuela cristiana del lugar hasta que completase sus estudios..La autora manifiesta en este punto que su compromiso para con sus estudios no era de lo mejor y en al menos uno de los exámenes finales, una de sus compañeras llamada Janet le permitió copiarse solo porque ella era una fan de Elvis Presley y ese era el precio que debía pagar si deseaba asistir a una fiesta en su casa para conocer a su ídolo.

### Relaciones con otras mujeres

Elvis y Ann-Margret en un afiche publicitario de 1964

En varias oportunidades Priscilla comentaba acerca de las sospechas que ella había tenido acerca de la posibilidad de que Elvis regresase a los brazos de su antigua novia Anita Wood una vez de vuelta a los Estados Unidos en 1960, algo que evidentemente sucedió, al menos por algún tiempo. Wood habría pasado las Navidades de 1960 y 1961 junto a Presley y su familia, motivo por el cual Priscilla se sentía algo extraña durante la primera fiesta navideña que pasase junto al artista en 1962 aún a pesar de que tanto los familiares de Presley como sus amigos más íntimos la trataban con suma familiaridad haciéndole sentirse cómoda.
Priscilla también se mostraba celosa manifiestamente, por compañeras de reparto de su novio en algunas de las películas como Ursula Andrews que había protagonizado con Presley Fun in Acapulco ("El ídolo de Acapulco") o con la actriz Shelly Fabares con quien Elvis protagonizara las películas Girl Happy, Spinout y Clambake. En este último caso, cuando Elvis se negó a presentarle a Shelley le despertó a Priscilla inquietudes acerca de su relación con ella.  No obstante ello, Sonny West, uno de los amigos íntimos de Elvis en ese entonces, comentó que para cuando Elvis se interesó por Favares ella ya había puesto firmemente su mirada en alguien más que resultó ser su marido.
En 1968 Priscilla también comenzó a preocuparse por rumores que vinculaban a Elvis en una relación amorosa con Nancy Sinatra. Días más tarde Nancy la llamó y le propuso organizar para ella un baby shower con motivo del caercano nacimiento de su hija Lisa Mary y de esa manera Priscilla dejó el asunto del posible romance de lado.

### El caso de Ann-Margret
De todos los posibles intereses amorosos de Elvis por otras mujeres, la que más preocupó a Priscilla fue la cantante y actriz sueca Ann-Margret con la que Elvis protagonizó la exitosa película Viva Las Vegas. Los medios e incluso ella misma definían a Margret como "la Elvis con falda" o su "alma gemela".  Los rumores acerca de un romance entre ambas estrellas no tardó en convertirse en un escándalo público y se mantuvo incluso después de que la filmación había concluido
El rodaje del film tuvo lugar en 1963 y la película sería estrenada al año siguiente. En varias oportunidades Priscilla había pretendido trasladarse a Los Ángeles durante el rodaje para estar junto a él, pero Elvis se lo había impedido alegando que el set era un auténtico infierno debido a que el director estaba enamorado de Ann-Margret y le dedicaba los primeros planos a ella, incluso proponiéndole que cantasen algunos temas juntos, algo a lo que aparentemente el coronel Tom Parker, mánager de Elvis, solo iba a acceder si se le pagaba a Presley un porcentaje extra. Pero los rumores mediáticos que preocupaban a Priscilla no serían estos sino los de un romance entre Elvis y Margret.
Para cuando Elvis había ya comenzado un nuevo proyecto cinematográfico y se encontraba filmando su próxima película Kissin' Cousins, Priscilla viajó hacia Los Ángeles con él finalmente, solo para descubrir que en la vida de su novio aún figuraba Ann-Margret. Ella habría manifestado a la prensa acerca de su romance con Presley y de que ambos estaban comprometidos lo que generó un revuelo mediático que motivó que tanto Elvis como Parker le pidieran a Priscilla que regresase a Memphis hasta que el caos pasara, algo que hizo a ella estallar de ira aún cuando accedió al requerimiento. Días más tarde Elvis se reunió con ella en Graceland y le manifestó a su novia que finalmente todo había acabado. Priscila encontraría luego una nota de Ann-Margret donde se mostraba extrañada por el alejamiento de Presley, confirmando las sospechas de un romance con ella, y no obstante que Presley no volvería a vincularse con la actriz sentimentalmente, mantuvieron por el resto de sus días una relación de amistad profesional.

### La mansedumbre artística y la espiritualidad
Para 1965 Elvis ya llevaba algunos años dedicado al cine y la única manera que tenía el público de acceder a él era mediante sus películas o los discos mayoritariamente de bandas sonoras de éstas. Desde 1960 que él no se presentaba en televisión, siendo la última aparición junto a Frank Sinatra en el show Bienvenido a casa Elvis tras su regreso del ejército en Alemania. No había brindado tampoco ningún concierto en vivo desde la primavera de 1961 y las ventas de sus discos estaban comenzando a menguar. Elvis culpaba de ese declive a las malas películas con sus argumentos trillados y las filmaciones apresuradas, pero cuando le manifestaba a Parker acerca de esas malas películas él le recordaba que eran las películas las que le daban millones de dólares de ganancias. Si bien Presley podría haber exigido argumentos más sustanciales, nunca solía confrontar con Parker y por otro lado, el hecho de que películas más seriascomo Wild in the Country y Estrella de Fuego no tuvieran el mismo éxito que la mayoría de las comedias musicales que él había realizado, demostraba que los aficionados querían verlo en esa clase de películas y no en otras. Esto y la idea de Parker de explotar la fórmula del éxito una y otra vez, llevaba en cierta manera a que Elvis se viera sumergido constantemente en una sucesión de filmes malos.
Fue por esos años cuando Presley comenzó a interesarse por la espiritualidad y dicho interés se vio fomentado por la incorporación a su círculo íntimo del peluquero Larry Geeller, un gran aficionado y conocedor del mundo espiritual que aunque agradable al trato, hacía desconfiar a Priscilla y a otros miembros del staff de Elvis acerca de su influencia sobre el artista. La situación desbordó para 1966 cuando Elvis debía iniciar la filmación de la película Clambake donde sufrió una caída tras tropezarse con un cable en el sanitario. Allí sus allegados comprendieron que no estaba con la mente atenta en sus responsabilidades y tanto el coronel Parker como otros miembros de su círculo familiar culparon a la influencia de Geller, por lo que Elvis terminó alejándose de sus ideas y más tarde se deshizo de gran parte de los textos que venía leyendo.

### Casamiento y nacimiento de Lisa Marie

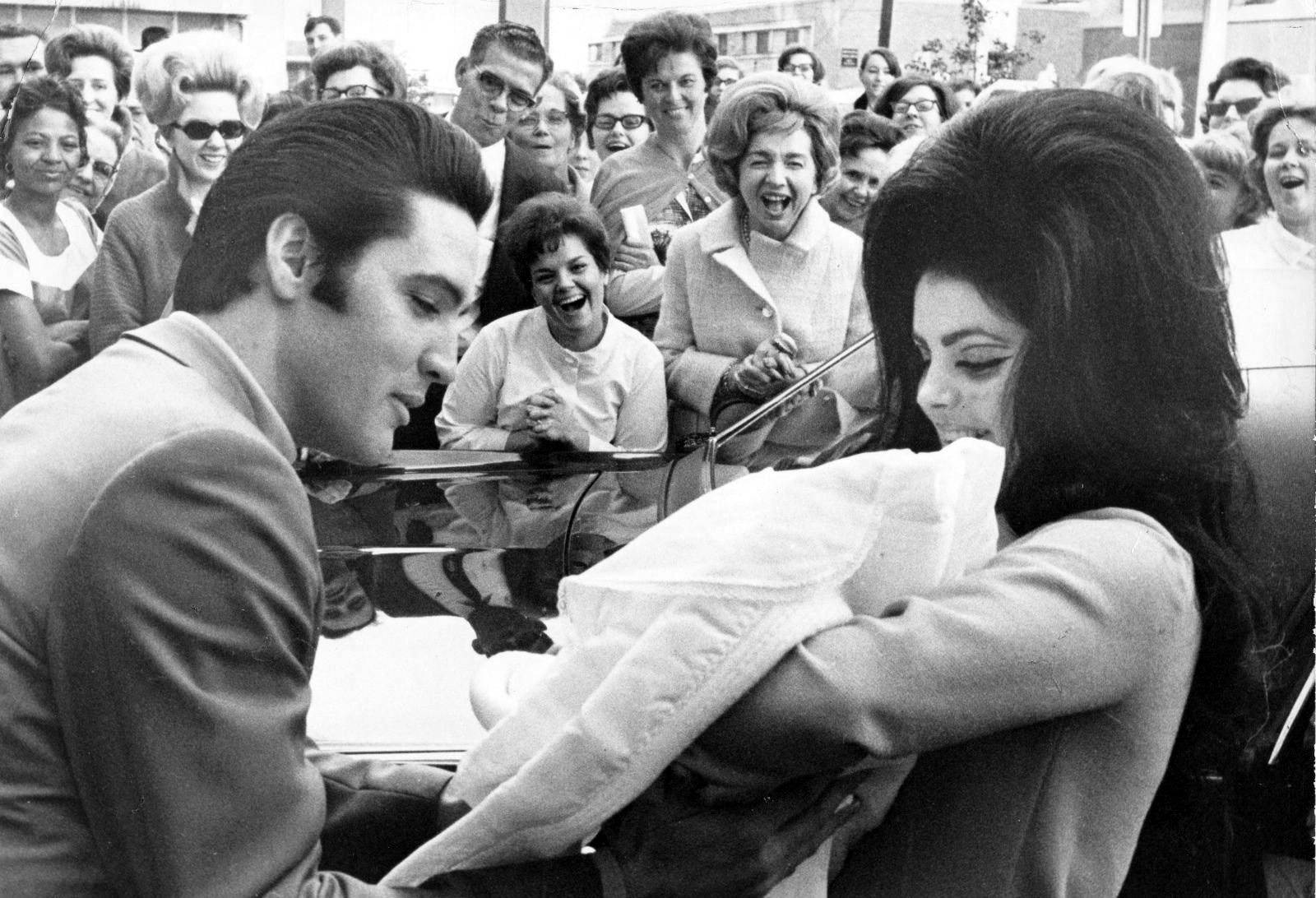
Nacimiento de Lisa Marie Presley en 1968

Tras varios años de relación, Elvis y Priscilla se casaron el 1 de mayo de 1967 en el hotel Aladdin de las Vegas en una ceremonia íntima que duró unos pocos minutos. En el texto Priscilla declara jamás haber asistido a una boda tan grande como la de ella.
Luego de las celebraciones la pareja se trasladó a Palm Spring en un jet privado de Frank Sinatra para pasar la luna de miel. Al ingresar en sus aposentos, Elvis cargó a Priscilla en brazos cantándole ña canción que grabara años atrás para la película Blue Hawaii, Hawaiian Wedding Song.
El 1 de febrero de 1968, nueve meses después de la noche de bodas nacería su hija Lisa Marie Sin embargo tras el nacimiento de su única hija, el apasionamiento de Elvis y Priscilla empezó a decaer y mientras él filmaba Live a Little, Love a Little, ella tuvo una breve aventura amorosa con su profesor de baile Mark, aunque en la obra ella no expresa qué tan lejos habría llegado.

### El especial de televisión
En 1968 venció finalmente el contrato que Elvis tenía con la compañía MGM y el cantante quedó libre para nuevos desafíos. El coronel Parker reconoció que a su carrera le estaba haciendo falta un empuje y Elvis encontró la oportunidad de volver a la televisión para un especial de Navidad de ese mismo año que se produciría y emitiría a través de la cadena NBC.
El evento televisivo resultó ser un rotundo éxito  Elvis demostró que seguía siendo el rey del rock and roll. El cierre del show con el tema If I Can Dream logró que esta se convirtiera en una nueva canción exitosa que además de lograr ventas en su momento de un millón de copias, pusiera de regreso a Elvis en las listas de éxitos. 

## Divorcio

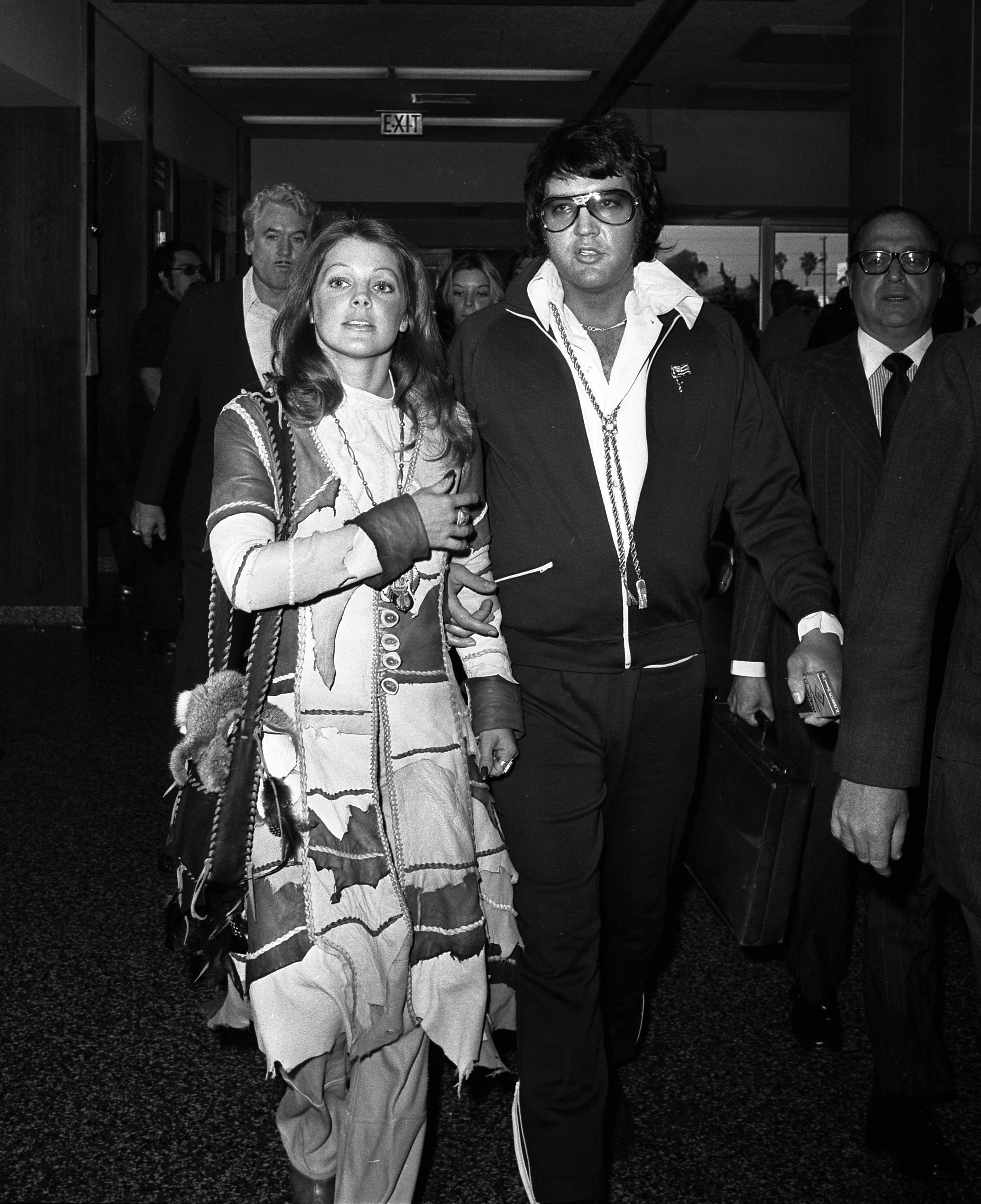
Elvis y Priscilla tramitando su divorcio

Elvis estaba ansioso por regresar a las actuaciones en vivo y el coronel Parker cerró un contrato para que Elvis actuara durante toda una temporada en el hotel Hilton de Las Vegas. Tras conquistar al público de Las Vegas, Elvis actuó a sala llena en tres oportunidades en el Houstom Astrodome en Texas que le reportaron ganancias por un millón de dólares y lo catapultó por una gira en toda la nación. Elvis estaba nuevamente en la cima del éxito. Fue en ese momento cuando Presley sugirió que durante las nuevas presentaciones en Las Vegas, las esposas de los músicos, ella incluida, solo asistieran a los shows de apertura y de cierre en que priscilla volvió a sospechar de infidelidades. En ese momento ella se planteó que debía de hacer algo para consolidar su relación o aceptar finalmente el hecho de separarse.
Sin embargo, ante la sugerencia de Elvis acerca de tomar clases de karate, una posibilidad que ella había considerado de alistarse a las clases con Chuck Norris, finalmente decidió entrenarse bajo la tutela de Mike Stone a quien Elvis ya conocía, pero de lo que el cantante no sospechaba era acerca de que su esposa y Stone terminarían teniendo un romance.
Según el propio relato de Priscilla, ella misma tomó la decisión de separarse La pareja se separó de hecho pero el divorcio formal se llevó recién a cabo el 29 de marzo de 1972 aunque el trámite final se dio en octubre de 1973 donde se pudo ver a Elvis y a Priscilla tomados de la mano saliendo de los tribunales. Pese a que ellos se separasen, siguieron manteniendo una comunicación amistosa, incentivada por el compromiso de criar a su hija.
En conversaciones telefónicas algún momento Priscilla volvería a manifestarle a Elvis si existiría alguna posibilidad de que lo de ellos volviese a funcionar a lo cual Elvis bromeó "tal vez cuando yo tenga setenta años y tu sesenta. Estaremos tan viejos que pareceremos tontos corriendo por ahí en carritos de golf". Aún así la posibilidad quedó abierta

### Epílogo
Priscilla cierra el libro manifestando las largas horas que ha pasado recordando esos momentos y que fue una tarea difícil para ella narrar trozos de su vida en los que implicaban cuestiones de su intimidad. A modo de cierre ella manifiesta sobre Elvis que fue un hombre muy especial

En la contratapa Prsiclla expresa:
"Él me enseñó todo: cómo vestirme, cómo caminar, cómo aplicarme el maquillaje y cómo usar mi cabello, cómo comportarme y cómo corresponderle en el amor, a su manera. Con los años él se convirtió en mi padre, mi marido y algo muy cercano a Dios" 

## Adaptaciones
El libro se adaptó en los medios visuales en dos ocasiones. La primera de ellas fue la miniserie televisiva de dos episodios Elvis y yo estrenada en la cadena ABC en 1988 con  Dale Midkiff como Elvis y Susan Walters como Priscilla. La segunda oportunidad fue en la película de 2023 dirigida por Sofia Coppola titulada Priscilla y protagonizada por Cailee Spaeny como Priscilla y Jacob Elordi como Elvis. 
En el telefilm Elvis de John Carpenter de 1979 protagonizado por Kurt Russell y en el biopic Elvis protagonizado por Austin Buttler, se refleja parte del argumento del libro sobre la relación del astro y Priscilla. 

## En la cultura popular
La canción Personal Jesus de Depeche Mode, tema compuesto por Martin Gore, según reveló, inspirada por el libro "Elvis and Me" . En sus palabras, "es una canción que trata sobre ser Jesús para alguien más, alguien que te da esperanza y atención. Es sobre cómo Elvis fue su hombre y su mentor, y cuán seguido eso pasa en las relaciones amorosas; cómo el corazón de todos es en cierta forma como un Dios. Jugamos con estas partes de una persona que son como Dios pero las personas no son perfectas, y ese no es un punto de vista equilibrado de alguien 

## Controversias

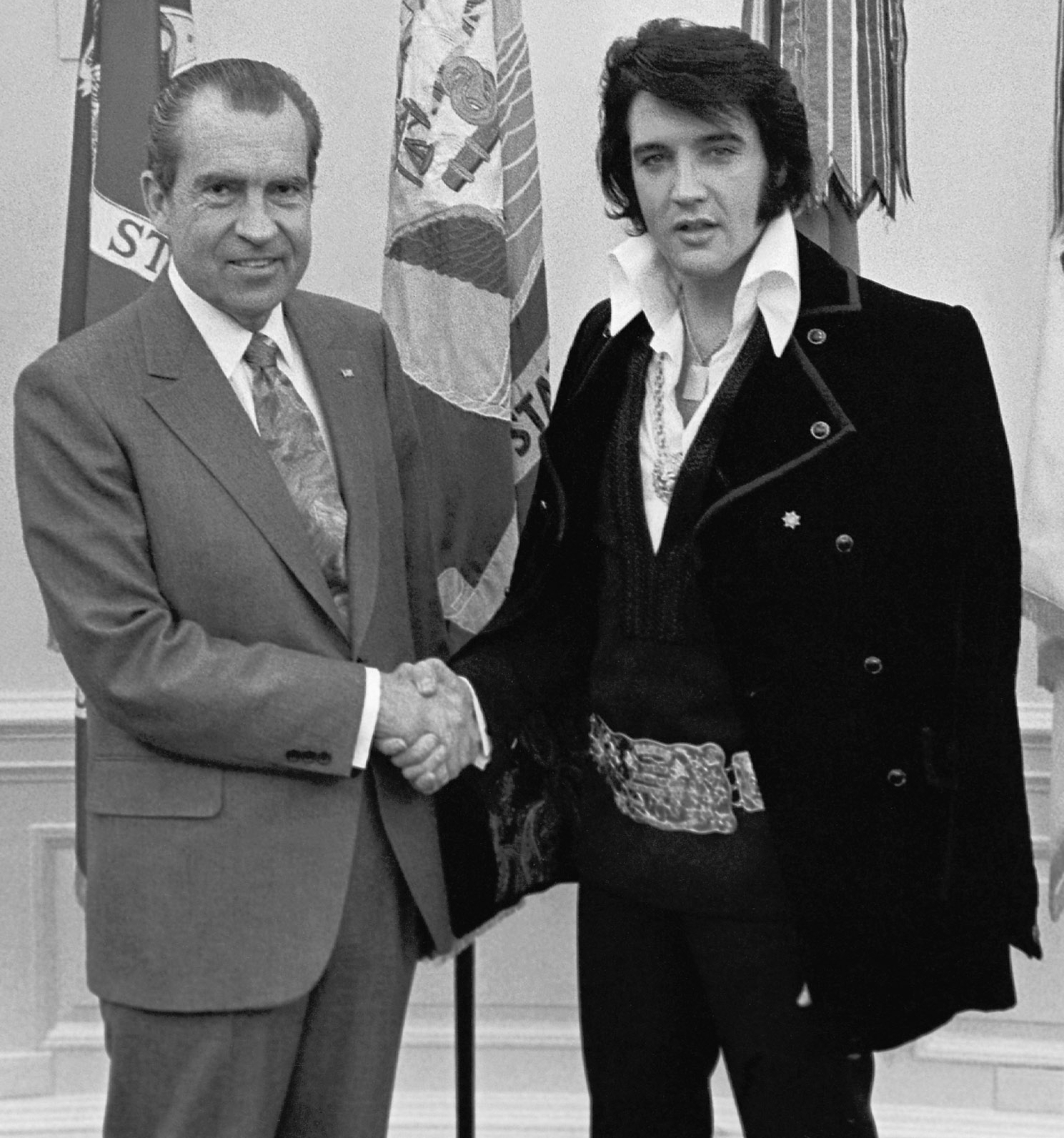
Richard Nixon y Elvis Presley durante una reunión

Pese a que los padres de Priscilla permitían que su hija tuviera una relación formal con Elvis, a la vez se mostraban preocupados por la posibilidad de que ella volviese desilusionada y con el corazón roto siendo tan joven. Aún después de haber viajado a Estados Unidos para estar con él en dos ocasiones, incluyendo la primera Navidad juntos en 1962, ellos pretendían que su hija pudiera continuar llevando una vida normal en Alemania y concurriendo a la secundaria allí. Pero luego fue la misma madre quien habló con el padrastro de ella para convencerlo de que Priscilla fuese a vivir a Memphis y terminase allí sus estudios.
El 7 de marzo de 1960 Elvis brindaría una conferencia de prensa en Graceland donde algunos periodistas le preguntarían acerca de los rumores de un romance y si había conocido a alguien en especial en Alemania, a lo que él contestó de que había conocido a una chica allí a la que había estado viendo bastante seguido y que su padre pertenecía a la fuerza aérea y que ella estaba en el aeropuerto cuando él se marchó y que había algunas fotos de ese momento, pero que no era un gran romance. Luego sonriendo mencionó que las historias acerca de la muchacha a la que él dejó atrás no era realmente así en realidad, aunque entre risas cómplices admitió que debía de ser cuidadoso en lo que respondía.
En el libro Priscilla manifiesta que Elvis recurría a la toma de placidyl para dormir y por otro lado a dexedrina para mantenerse despierto. Un sargento había repartido píldoras de dexedrina entre los soldados para que estos lograran mantenerse despiertos mientras montaban guardia y a partir de allí Elvis comenzó a tomarlas. Según Priscilla, él estaba convencido de que no le harían daño.  Por otro lado, en algunas oportunidades Presley debió de usar píldoras para adelgazar para perder peso en un corto período de tiempo acorde a las exigencias del estudio de filmación.
En repetidas oportunidades previas a su matrimonio fue la misma Priscilla quien le pedió a Elvis que consumasen el acto sexual pero Elvis se negó alegando con era algo que deseaba reservarlo hasta que estuviesen casados.

A partir de la boda, los medios de difusión comenzaron a llamar a Priscilla como "La señora Presley" algo que a ella le agradó puesto que los motes anteriores con los que se referían a ella eran "compañera constante", "Lolita cama adentro", "noviescita adolescente" o "amante"

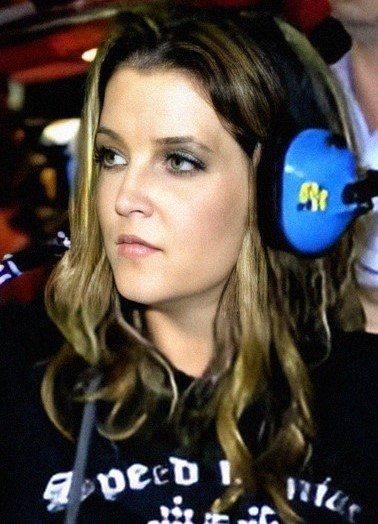
Lisa Marie Presley

En la versión original del libro la autora relata la intención de Elvis de colaborar con las fuerzas de seguridad de su país y convertirse en un agente encubierto, algo que motivó una reunión de Elvis con el entonces presidente de los Estados Unidos, Richard Nixon para solicitar la posibilidad de cumplir con tal propósito. 
En 1973 durante un concierto en Las Vegas, cuatro hombres subieron al escenario de imprevisto. Elvis había estado recibiendo amenazas durante mucho tiempo por lo cual sus guardaespaldas estaban ya preparados para afrontar esas situaciones. Tres de ellos fueron reducidos por sus guardaespaldas mientras que al cuarto lo redujo Elvis usando una patada de karate para derribarlo del escenario. Luego se supo que se trataba de un grupo de hombres ebrios y celosos que aparentemente trataban de intimidar a Elvis, pero el cantante estaba convencido de que el intento de ataque estaba perpetuado por Mike Stone, que aún estaba en relación con Priscilla.
Al respecto de la película Priscilla, adaptación del libro Elvis y yo, la propia Lisa Marie Presley confrontó a la directora de la película, Sofía Cóppola, diciéndole que el guion de la película era sorprendentemente vengativo y despectivo y retrataba a Elvis como un depredador. Sugirió que la directora reviera el argumento en la manera en que se lo presentaba a su padre, ya que ello podría incluso traerle consecuencias a Lisa Marie en la relación con su madre. Al respecto manifestó  “Como su hija, no leo esto ni veo a mi padre en este personaje. Me veré obligada a estar en una posición en la que tendré que decir abiertamente lo que siento sobre la película y contra ti, mi madre y esta película públicamente”.
Presley elogió la película biográfica Elvis de Baz Luhrmann de 2022 como "un respiro del sufrimiento y un rayo de luz", y agregó que no entendía la "necesidad de Coppola de intentar derribar a mi padre después de una película tan increíble usando la excusa de que está tratando de contar la historia de mi madre, pero desde su muy oscura y hastiada realidad".
En una entrevista realizada para la revista People, en 2020, Priscilla dio aún más detalles de su relación con Elvis: "Siempre estaba dispuesta a recibirlo en la puerta y a mimarlo. Me gustaba mucho cuidar de él. Me encantaba atenderlo. Me encantaba darle de comer. Hablábamos como bebés, porque hay que tener un lenguaje propio cuando hay tanta gente alrededor. Era una buena vida. Era diferente, pero era nuestra". Sin embargo, no llevaba bien la atracción que despertaba en las mujeres: "Gravitaban hacia él, así que me ponía nerviosa cuando tenía que ir a sitios solo. Incluso lo acompañaba a hacerse una limpieza dental. Estaba pendiente de él porque todo el mundo lo perseguía".